# Andrew Kayonde
Andrew Kayonde (ur. 28 października 1988) – zambijski szachista, mistrz międzynarodowy od 2016 roku.

## Kariera szachowa
Reprezentował Zambię na Olimpiadzie szachowej w latach 2008, 2010, 2012 i 2018. Sześciokrotnie wygrywał Mistrzostwa Zambii w latach: 2009, 2014, 2015, 2016, 2017 i 2018. W kwietniu 2023 wziął udział w turnieju Cape Town Masters IM, zajmując 4. miejsce, w tym samym miesiącu uczestniczył w turnieju Vezerkepzo GM, plasując się na 9. pozycji. W czerwcu 2023 zagrał w turnieju ch-Africa, gdzie sklasyfikował się na przedostatniej lokacie.
Ma tytuł magistra administracji biznesowej na Uniwersytecie Heriot-Watt i pracuje jako księgowy.
Najwyższy ranking w dotychczasowej karierze osiągnął 1 sierpnia 2016 roku, z wynikiem 2422 punktów.